# Norman von Heldreich Farquhar
Norman von Heldreich Farquhar (Portsville, 11 aprile 1840 – Jamestown, 3 luglio 1907) è stato un ammiraglio statunitense durante la Guerra civile americana e la crisi di Samoa.

## Biografia
Dopo essersi laureato all'Accademia navale di Annapolis, nel giugno 1859, servì con l'African Squadron fino al settembre 1861.
Farquhar trascorse la maggior parte della guerra civile americana nei Caraibi, dove servì sulle cannoniere Mystic, Sonoma e
Mahaska e sull'incrociatore Rhode Island. Dopodiché fu ufficiale di bordo sulla Santiago de Cuba. Nel 1865 fu promosso a comandante e, negli anni successivi, ebbe una brillante carriera su varie cannoniere, quali la Kansas.
Comandò il cargo Portsmouth dal 1877 al 1878 e il Wyoming dal 1878 al 1881.
Farquhar si trovò coinvolto nel ciclone di Samoa nel 1889 mentre stava comandando la fregata Trenton, ma riuscì a salvarsi e a salvare gran parte dell'equipaggio anche grazie all'intervento di Richard H. Jackson.
Dopo questo sconvolgente avvenimento si occupò di incarichi più che altro burocratici.
A lui sono intitolate due navi della United States Navy.